# 五銭紙幣
五銭紙幣（ごせんしへい）とは日本銀行券の1つ。五銭券、五銭札とも呼ばれる。

## 概要
い号券、A号券の2種類が存在する。小額通貨の整理及び支払金の端数計算に関する法律（額面一円未満の日本銀行券･政府紙幣･貨幣および一円黄銅貨を廃止）により1953年（昭和28年）末をもってどちらも失効している。額面である5銭は1円の20分の1に当たり、これまでに発行された日本銀行券の中で最も額面が小さいものである。
製造中止された五銭硬貨の代替として発行されたが硬貨の需要も根強く、五銭紙幣の発行期間中も常に額面金額5銭の通貨の発行高のうち6割以上は硬貨が占めている状態であり、実態としては硬貨と並行して流通していた。
日本の現在発行されていない旧紙幣の中では現存数が非常に多く、しばしば未使用の100枚帯封、稀には1000枚完封が古銭市場やネットオークション等に現れるほどであり、古銭商による買取の場合、1枚での買取はほとんど期待できず、大量にまとめての安い値段での買取となるのが一般である。

## い号券
1944年（昭和19年）10月25日の大蔵省告示第489号「日本銀行券ノ種類ニ拾錢券及五錢券追加發行」で紙幣の様式が定められている。主な仕様は下記の通り。
- 日本銀行券
- 額面 五錢（5銭）
- 表面 皇居前広場の楠木正成像
- 裏面 彩紋
- 印章 〈表面〉総裁之印、発券局長　〈裏面〉なし
- 銘板 大日本帝國印刷局製造
- 記番号仕様
  - 記番号色 赤色［通し番号なし（組番号のみ）］
  - 記番号構成 〈記号〉組番号：数字1 - 2桁　〈番号〉通し番号なし
- 寸法 縦48mm、横100mm[3]
- 製造実績
  - 印刷局から日本銀行への納入期間 1944年（昭和19年）10月20日 - 1945年（昭和20年）5月25日[4]
  - 記号（組番号）範囲 1 - 14（1記号当たり50,000,000枚製造）[4][注 1]
  - 製造枚数 641,400,000枚[5]
- 発行開始日 1944年（昭和19年）11月1日[3]
- 通用停止日 1953年（昭和28年）12月31日[1]
- 発行終了
- 失効券

太平洋戦争の戦況の悪化に伴い金属材料が不足し、硬貨を小型化したり、硬貨の素材としては不適当な劣悪な材質の硬貨を製造したりしていたが、その後硬貨用材料の枯渇によりい拾錢券とともに、小額な額面の小型紙幣が発行された。当初は五十銭紙幣と同様に小額政府紙幣で代替する方針であったが、政府紙幣の新規額面の発行には国会での法改正が必要であり、急を要することから大蔵大臣の告示のみで対応可能な日本銀行券として発行された。
当時の印刷局は急増する日本銀行券の需要に加え、外地・占領地向け紙幣、軍用手票、公債などの証券類などの製造業務に繁忙を極めていたため、い五錢券の図案検討は印刷局で行われたものの、デザイン決定後に行われる彫刻、製版、印刷、検査、仕上げといった各工程は民間企業の共同印刷に全て委託された。そのため、銘板には「大日本帝國印刷局製造」と表記されているものの実際には印刷局においては印刷が行われていない。
表面には彫刻家の高村光雲や後藤貞行らにより製作され、1900年（明治33年）に東京都千代田区の皇居前広場に建てられた楠木正成の騎馬姿の銅像が、上から光線が降り注ぐ光景の地模様と共に描かれている。また輪郭上部には瑞雲が配されている。裏面は下部に桐があしらわれている他は彩紋模様のみであるが、印刷部分は楕円形の小さめのものとなっており、周囲は印刷のない空白が広がっている。なおアラビア数字による額面表記はあるが、英語表記はなされていない。このデザインは、当初政府小額紙幣の十銭紙幣として準備が進められていたものを転用したものである。
透かしはい拾錢券等と共通の白透かしによる桐の図柄のちらし透かしであるが、紙質や製作が粗悪なため透かしの確認は困難である。発行当初の紙幣用紙は木材パルプ（亜硫酸パルプ）に少量の三椏を混合して抄造したものであったが、程無くして木材パルプのみの劣悪な品質の用紙に変更された。なお用紙の節約と取扱上の利便性を考慮した結果、券面の寸法は従来の他券種と比べて横方向に細長く、1930年（昭和5年）の乙百圓券以来維持されてきた縦1：対角線2の規格から外れたものとなっている。
他の多くの日本銀行券と異なり、補助貨幣の代用として発行されたため、強制通用力の限度額は日本銀行券の十銭紙幣との合計で5円と定められていた。
使用色数は、表面3色（内訳は主模様1色、地模様1色、印章・記番号1色）、裏面1色となっている。両面とも簡易な平版印刷によるものであり、裏面の簡素さや記番号の省略（通し番号はなく組番号（記号）のみの表記）など粗悪な作りになっている。

## A号券
A券とも呼ばれる。1948年（昭和23年）5月25日の大蔵省告示第157号「昭和二十三年五月二十五日から発行する日本銀行券五銭の樣式」で紙幣の様式が定められている。主な仕様は下記の通り。
- 日本銀行券
- 額面 五銭（5銭）
- 表面 梅
- 裏面 彩紋
- 印章 〈表面〉総裁之印　〈裏面〉なし
- 銘板 印刷局製造
- 記番号仕様
  - 記番号色 赤色［通し番号なし（組番号のみ）］
  - 記番号構成 〈記号〉「1」＋組番号：数字1 - 2桁＋製造工場：数字2桁　〈番号〉通し番号なし
- 寸法 縦48mm、横94mm[8]
- 製造実績
  - 印刷局から日本銀行への納入期間 1948年（昭和23年）5月20日 - 1948年（昭和23年）6月29日[4]
  - 記号（組番号）範囲 1 - 12[注 3]（1記号当たり5,000,000枚製造）[4]
  - 製造枚数 60,000,000枚[5]
- 発行開始日 1948年（昭和23年）5月25日[8]
- 通用停止日 1953年（昭和28年）12月31日[1]
- 発行終了
- 失効券

造幣局は手持ちの資材を活用して終戦直後の1945年（昭和20年）12月から五銭錫貨の製造を始めた。これと前後してい五錢券は製造・発行が中止された。しかしマレー半島などの旧日本軍占領地域が主要産地であった錫の輸入途絶による貨幣材料の入手困難に加え、インフレーションの昂進により材料価格が高騰し1946年（昭和21年）10月以降は五銭硬貨の製造が継続できない状況に陥ったことから、将来的に小額通貨の不足の可能性があるとして再度の五銭紙幣の発行が決定された。なお終戦前後の猛烈なインフレーションにより額面金額5銭の法定通貨の需要はごく僅かとなっていたため、五十銭紙幣・十銭紙幣の場合と異なり小額通貨の現金不足は顕在化していなかったものの予防的に発行されている。
なおA号券の発行検討時にも、五銭紙幣を小額政府紙幣として発行することが選択肢の1つとして検討されたものの、い号券の発行時と同様に法改正が不要であり大蔵大臣の告示のみで対応できることから従来通り日本銀行券として発行された。
連合国軍占領下の当時は改刷を行い新紙幣を発行する場合、図案についてGHQ（連合国軍最高司令官総司令部）の許可が必要であった。加えて1946年（昭和21年）にはGHQにより軍国主義的と見做されたデザインの紙幣と郵便切手の新規発行が原則禁止されたことを受け、再度の五銭紙幣発行に合わせてそのデザインの改訂を行ったものである。
デザインに梅を使うなど戦時中のい号券と印象が異なっている。表面の図柄の題材の候補として梅の他に桜やバラ（薔薇）等が検討されたが、「忍耐と努力により敗戦から立ち直ること」を象徴するものとして梅が採用され、表面右側に8輪の梅花が描かれている。裏面は彩紋のみの簡易な図柄となっている。以降に発行される日本銀行券と同様に、文言が新字体・左横書きの表記で菊花紋章が削除されているが、これはA号券の内では唯一である。券面寸法が小さいことから印章は表面の「総裁之印」の1個のみであり「発券局長」の印章は省略されている。
紙幣の印刷は全て民間印刷会社へ委託されていたが、銘板は「印刷局製造」である。
記番号については通し番号はなく記号のみの表記となっている。記号の下2桁が製造工場を表しているが、このA五銭券は凸版印刷板橋工場（記号下2桁が13）で製造されたものしか存在しない。
同時期に発行された十円券以下のA号券と同様に透かしは入っていない。また日本銀行券の中で最小の寸法である。
使用色数は、表面3色（内訳は主模様1色、地模様1色、印章・記番号1色）、裏面1色となっている。印刷方式は両面とも平版印刷の簡易な紙幣である。
製造期間は1948年（昭和23年）5月から6月までの2ヶ月間のみであった。

## 変遷
戦況の悪化に伴う硬貨用材料の枯渇により、1944年（昭和19年）8月まで製造されていた五銭硬貨（五銭錫貨）の代替として発行された。同時に発行開始した十銭紙幣とは異なり、額面金額5銭の法定通貨が紙幣として発行されるのはこれが初めてである。
- 1944年（昭和19年）10月25日：い五錢券の様式を制定[3]。
- 1944年（昭和19年）11月1日：い五錢券発行開始[3]。図柄は楠木正成像。
- 1948年（昭和23年）5月25日：A五銭券の様式を制定、同日発行開始[8]。図柄は梅。
- 1953年（昭和28年）12月31日：小額通貨整理法により銭単位の法定通貨廃止。い五錢券およびA五銭券失効[1]。

終戦直後の1945年（昭和20年）12月3日からは新たな五銭硬貨（五銭錫貨）が一旦製造されたが翌1946年（昭和21年）10月2日には製造終了し、その後は再び五銭紙幣のみの製造発行となっていた。最終的にはインフレーションの進行により銭単位の現金通貨が意味を成さないものとなり、硬貨が復活することなく銭単位の法定通貨（紙幣・硬貨）自体が廃止となった。